# 衣笠竜屯
衣笠 竜屯（きぬがさ りゅうとん、1965年 - ）は、日本の映像作家・映画監督・撮影監督・俳優である。

## 人物
1965年（昭和40年）、神戸生まれ。16歳より映像作品を作る。映像作家（映画・映像作品の演出、撮影、脚本、編集）および映像作品の俳優。
1989年より「神戸活動写真倶楽部 港館」を映像仲間らと設立。
2016年に「シナモンの最初の魔法」がグラッソ （GRASSOC ）よりリリース
2020年「映画制作の教科書 プロが教える60のコツ ～企画・撮影・編集・上映～」（2020年1月発行　メイツユニバーサルコンテンツ）

## 作品

### 主な映像作品・監督作品
- 「響」（1984年）
- 「魔法世界」(1991年、90分)[7]
- 「インスタントのみそ汁」[7](姫路映像コンテスト姫路青年会議所理事長賞)
- 「95117〜その日からのこと覚書」（1997年、16mmフィルム）
- 「草の時、風の場所」[8]（2009年、14分、明石ケーブルテレビで週間放送）
- 「magic 第三話」(2010年、10分)
- 「RE:ありがとう」(2011年、45分)
- 「BlackHerat」（2011年、15分）
- 「銀幕珈琲の夜 第7幕」（2011年）
- 「バニーカクタスは喋らない」（2012年、40分、KINEMIC劇場参加作品、シアターセブンPlanetPlus1等で上映）[9]
- 「祓魔師」（2012年、25分）
- 「アルタイルはベガに恋してる」(2012年、7分、The 48 Hour Film Project: 大阪 2012 参加作品)[10]
- 「新月の叫びとささやき イベント映像」（2012年）[11]
- 「満月の叫びとささやき イベント映像」（2013年）[12]
- 「ドラキュラ・アンドロイドの休日」(2013年、8分、The 大阪 48 Hour Film Project 2013 参加作品)[13][14][15]
- 「ロープ」(2013年、8分、The 大阪 48 Hour Film Project 2014 参加作品)[16]
- 「クラブのジャック ～やすらぎの銃弾」（2015年）[17][18]
- 「シナモンの最初の魔法」（2015年）[3][4][5]
- 「第六感」（2015年）[19][20]

### 主な撮影での参加作品
- 「銀幕珈琲の夜」（2011年、オムニバス作品）
- 「ウエディング」（2011年、B班撮影、山口文秀監督）
- 「いろは食堂の夜」（2012年、撮影監督、山口文秀監督）
- 「ちぎれん雲」（2016年度公開予定、撮影監督、奥本はじめ監督）[21]

### 主な出演作品
- 「ふたりしずか」（2013年、大森秋雄役、佐々木勝己監督）

### 主な著作
- 「映画制作の教科書 プロが教える60のコツ ～企画・撮影・編集・上映～」（2020年1月発行　監修　メイツユニバーサルコンテンツ）[6][22]